# Incubo nei social
Incubo nei social, noto anche come Social Nightmare - Incubo nei social (Social Nightmare), è un film televisivo del 2013, diretto da Mark Quod.

## Trama
La vita di Catherine, ottima studentessa, viene sconvolta quando sul suo profilo social iniziano a comparire foto e commenti inappropriati. Quando la ragazza afferma di non essere stata lei a pubblicarli nessuno le crede a parte sua madre. Catherine decide quindi di indagare per scoprire chi ci sia dietro prima che la sua reputazione sia rovinata per sempre.